# Voetbalkampioenschap van het Ertsgebergte 1926/27
In 1926/27 werd het zevende 'voetbalkampioenschap van het Ertsgebergte gespeeld, dat georganiseerd werd door de Midden-Duitse voetbalbond. Viktoria Lauter werd kampioen en plaatste zich zo voor de Midden-Duitse eindronde. De club verloor met 10:0 van Dresdner SC

## Gauliga
| Plaats | Club                    | Wed. | W  | G | V | Saldo | Ptn.  |
| ------ | ----------------------- | ---- | -- | - | - | ----- | ----- |
| 1.     | FC Viktoria 1913 Lauter | 12   | 11 | 0 | 1 | 62:21 | 22:2  |
| 2.     | FC Tanne Thalheim       | 12   | 8  | 0 | 4 | 30:23 | 16:8  |
| 3.     | VfB 1914 Zwönitz        | 12   | 7  | 1 | 4 | 25:27 | 15:9  |
| 4.     | SV Sturm 1901 Beierfeld | 12   | 5  | 1 | 6 | 33:31 | 11:13 |
| 5.     | VfR Auerhammer          | 12   | 3  | 1 | 8 | 22:39 | 7:17  |
| 6.     | BC Olympia Grünhain     | 12   | 2  | 3 | 7 | 16:30 | 7:17  |
| 7.     | TuS Alemannia 1908 Aue  | 12   | 3  | 0 | 9 | 22:39 | 6:18  |

|  | Kampioen, geplaatst voor Midden-Duitse eindronde |
|  | Degradatie                                       |